# Odometar
Odometar je uređaj koji u motornom vozilu mjeri dužinu pređenog puta. Uređaj može da bude električni, mehanički, ili njihova kombinacija. Reč potiče od grčkih reči hodós, sa značenjem „put“ ili prolaz i métron „mera“.

## Spoljašnje veze
- Projekat Gutenber
- Istorija odometra Архивирано 2012-07-13 на сајту
- Kako odometri rade